# Eyaletet Basra

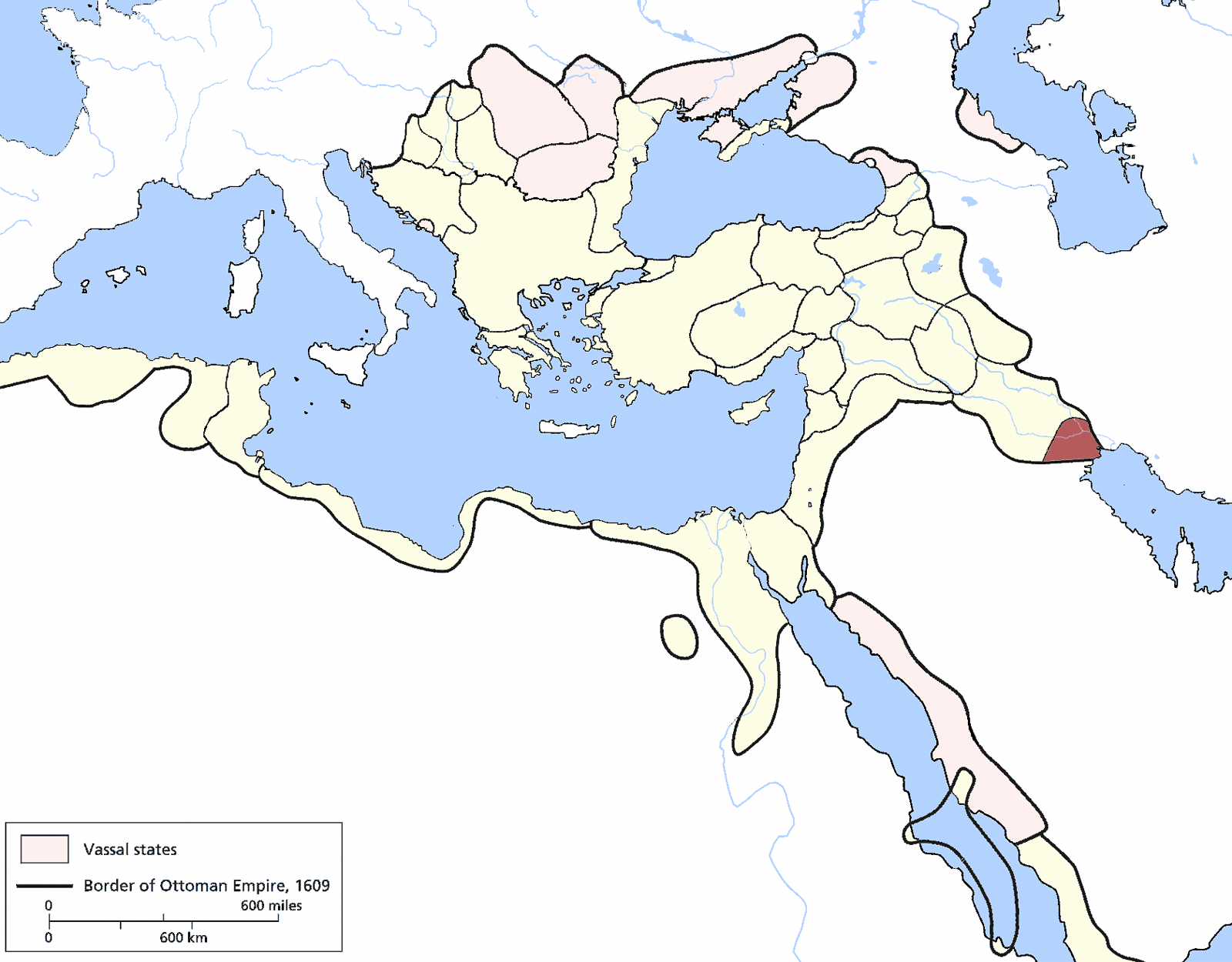
Eyaletet Basra i Osmanska riket år 1609

Eyaletet Basra (osmansk turkiska: ایالت بصره, Eyālet-i Baṣrâ; turkiska: Basra Eyaleti), i äldre litteratur även Bassora, var en eyalet (provins) i Osmanska riket mellan 1535 och 1862. Huvudstad var Basra och ytan under 1800-talet uppskattades till 25 570 km².

## Historia
Området hamnade i Osmanska rikets inflytandesfär redan år 1534 då emir Rashid al-Mughamis av Bagdad besegrades av osmanerna. Fyra år senare omvandlades Basra med omnejd till en vanlig provins inom Osmanska riket. Under 1700-talet styrdes provinsen i praktiken av mamlukhärskarna i angränsande Bagdadprovinsen men återfick administrativt oberoende under mitten av 1800-talet. Under 1860-talet avskaffades gradvis eyaleten som del av de administrativa reformerna i riket och Basra underordnades formellt provinsguvernören i Bagdad fram till 1875.